# Skarsholmsätten
Skarsholmsätten är ett nutida konventionellt namn på en medeltida utslocknad dansk adelsätt och svensk frälseätt vilken var en sidolinje från den danska kungaätten Estridska ätten. Ätten hade i Sverige anknytning till  Viby i Östra Ryds socken, Skärkinds härad, och Strömsrum, belägen vid Alsteråns mynning i Ålem i Mönsterås kommun. Ättens stamfar, hertigen av Reval (Tallinn) Knut Valdemarsson av Danmark, levde på 1200-talet och var en utomäktenskaplig son till kung Valdemar Sejr av Danmark och Guttorm jarls dotter Helena Guttormsdotter. Han hade efter tidens sed inte något släktnamn utan identifierades med sin vapensköld.
Vapen: Delad sköld med ett springande lejon i silver på blått fält, undre fältet gyllene bestrött med röda sjöblad eller hjärtan

## Släkttavla
1. Knut Valdemarsson av Danmark (född cirka 1205, död 1260), hertig av Reval (Tallinn). Utomäktenskaplig son till Valdemar Sejr och Guttorm jarls dotter Helena Guttormsdotter.
  1. Svantepolk Knutsson, född vid okänd tidpunkt, nämnd första gången 1253, död i början av 1310 (före den 21 februari), var en svensk riddare och riksråd, son till hertigen Knut Valdemarsson av Reval. Svantepolks namn tyder på en härstamning från hertigarna av Pommerellen, troligen genom hans till namnet okända mor. Svantepolk var riddare och riksråd åtminstone 1288–1305. Han blev lagman i Östergötland, tidigast 1293 och senast 1305. Han stod på kungens sida i striderna mellan kung Birger och hans bröder, hertig Erik och hertig Valdemar. Svantepolks sätesgård var Viby i Östra Ryds socken, Skärkinds härad. Han var gift med Benedicta Sunesdotter (Folkungaätten). Barn:
    1. Ingeborg Svantepolksdotter (född 1250 cirka) gift 1) med Johan Filipsson (Aspenäsätten), gift 2) med Tune Anundsson (Vingätten), vari Ingeborg blev stammoder för Sture, sjöbladsätten.
    2. Katarina Svantepolksdotter, ingavs i Vreta kloster 1266, abbedissa där 1289, avgick 1322 eller 1323 och dog 1329.
    3. Ingrid Svantepolksdotter (död 1350 efter) Gift år 1288 med riddare Folke Algotsson, (död före 1310 före)
    4. Knut Svantepolksson, känd 1296-1301, troligen död före 1310. Väpnare
    5. Ingegerd Svantepolksdotter (född omkring 1260, död efter 1321), var gift med 1) Brynolf Bengtsson (Bengt Hafridssons ätt),[1] och gift 2) med Mats Törneson (Hjorthorn).[2]

  2. Erik Knutsson, död 1304.
  3. Cecilia Knutsdotter.

Till Skarsholmsätten räknas ibland också greve  Jacob Nielsen  av Halland som levde kring sekelskiftet 1300 och tillhörde en oäkta men erkänd gren av det danska kungahuset och därför förde en sköld med lejon och sjöblad. [källa behövs]. Greve Jacob var sannolikt född omkring 1250 och död omkring 1310, var greve av Norra Halland och son till greven Niels Nielsen (barnbarn på sidolinjen till Valdemar Sejr) och Cæcilie Jensdatter av Hvideätten (död 1260).  Han låg bakom byggandet av Varbergs fästning.